# Turzycownik
Turzycownik, mszarnik krzywodzioby (Limnornis curvirostris) – gatunek małego ptaka z rodziny garncarzowatych (Furnariidae). Występuje w Ameryce Południowej. Nie jest zagrożony wyginięciem.

## Występowanie
Gatunek ten występuje w północno-wschodniej Argentynie (Entre Ríos, wschodnie Buenos Aires), południowym Urugwaju i południowo-wschodniej Brazylii (przybrzeżne Rio Grande do Sul). 

## Systematyka i taksonomia
Takson po raz pierwszy opisany przez J. Goulda pod nazwą Limnornis curvirostris, która jest uznawana przez większość klasyfikacji systematycznych. Jako lokalizację holotypu autor wskazał Maldonado w Urugwaju. Nie określono bliższego pokrewieństwa wobec innych taksonów. Takson monotypowy – nie wyróżniono podgatunków.
Nazwa rodzajowa pochodzi z greki i oznacza „bagienny ptak” (λίμνη limne „bagno” oraz ὄρνις ornis „ptak”). Nazwa gatunkowa pochodzi z łaciny i oznacza „krzywodzioby” (curvus – „zakrzywiony” – oraz -rostris – „dziób”).

## Morfologia
Długość ciała 15–17 cm, masa ciała 27–30 g. Dość kolorowy ptak jak na przedstawiciela długodziobych garncarzy. Wyraźny biały pas ciągnący się od oka na tył głowy. Upierzenie głowy, skrzydeł, górnych części ciała i ogona koloru jasnobrązowego. Gardło i obszar wokół policzków białawy, piersi i dół ciała nieco bardziej płowy. Tęczówki brązowe, górna część dzioba brązowa do czarniawej, dolna część biaława z domieszką brązowego. Skok i palce koloru szarego. Obie płcie ubarwione podobnie. Wygląd młodocianych osobników nieopisany.

### Głos
Szybka seria wznoszących się i opadających ostrych tonów, brzmiących tuk.

## Ekologia
Turzycownik zamieszkuje rozległe trzcinowiska w słodkowodnych bagnach i lagunach, lokalnie słonawych, do wysokości 100 m n.p.m. Często widywany w obszarach, gdzie dominuje Scirpus giganteus i Zizaniopsis bonariensis.
Na pokarm składają się głównie stawonogi (mrówkowate, szarańczowate i chrząszcze, w tym stonkowate i ich larwy). Poluje zwykle samotnie, głównie wśród bagiennej roślinności.
Gatunek ten jest prawdopodobnie monogamiczny. Sezon rozrodczy przypada najprawdopodobniej na okres wiosenno-letni. Gniazdo kuliste, o średnicy 22 cm zbudowane z traw, liści i włókien roślinnych. Wnętrze gniazda wyłożone miękkim materiałem roślinnym, boczne wejście chronione rodzajem „markizy”. Samica składa 2 jaja. Brak informacji na temat wylęgu i wychowu młodych.
Ptak osiadły, nie stwierdzono migracji.

## Status i ochrona
W Czerwonej księdze gatunków zagrożonych Międzynarodowej Unii Ochrony Przyrody został zaliczony do kategorii LC (najmniejszej troski). Globalna populacja ptaka nie została określona, ale określa się ją jako dość liczną. Ze względu na brak dowodów na spadki liczebności bądź istotne zagrożenia dla gatunku, BirdLife International uznaje trend liczebności populacji za stabilny. Wyspecjalizowane wymagania siedliskowe wydają się czynić ten gatunek potencjalnie narażonym na wyginięcie.